# بحيرة بختجان
بحيرة بختيجان (الفارسية: دریاچۀ بختگان) كانت بحيرة ملحية في محافظة فارس، في جنوب إيران، حوالي 160 كـم (99 ميل) شرق شيراز و 15 كـم (9.3 ميل) غرب مدينة نيريز.
بمساحة سطحية قدرها 3,500 كيلومتر مربع (1,400 ميل2) ، كانت بحيرة بختجان ثاني أكبر بحيرة في إيران. كانت البحيرة تُصب من نهر كور. لقد أدى بناء العديد من السدود على نهر كور إلى تقليل تدفق المياه إلى البحيرة بشكل كبير، وزيادة ملوحتها، والقضاء على أعداد طيور النحام وغيرها من الطيور المهاجرة في البحيرة.

## الوصف
كانت بحيرة بختجان، ثاني أكبر بحيرة في إيران، تتغذى في الغالب من نهر كور، بينما كانت بحيرة طشق تتغذى من فيضان الأهوار في نهايتها الغربية ومن نبع دائم كبير في الشمال الغربي.
وعلى الرغم من كونها منفصلة بشكل طبيعي عن بعضها البعض بواسطة شرائح ضيقة من الأرض، إلا أنها كانت تتجمع لتشكل بحيرة واحدة خلال سنوات هطول الأمطار الغزيرة. أصبحت البحيرات جافة تمامًا من عام 2008 إلى عام 2010، وتعرض النظام البيئي لتأثيرات سلبية.

## الأصناف
أصبحت بحيرة بختجان الآن جافة تمامًا، وقد ماتت الكائنات الحية فيها أو انتقلت إلى أماكن أخرى.
اعتبارًا من عام 1992، دعمت البحيرات أكثر من 120 ألف بطة وبلغ عدد سكانها 50 ألفًا من طيور البطة الحمراء.

## تصنيف رامسار
صُنفَت البحيرتين ودلتاهما والمستنقعات التي تتغذى على الينابيع والتي تغطي مساحة 108,000 هكتار (270,000 أكر) كأراضٍ رطبة ذات أهمية دولية بموجب اتفاقية رامسار للأراضي الرطبة في عام 1975.

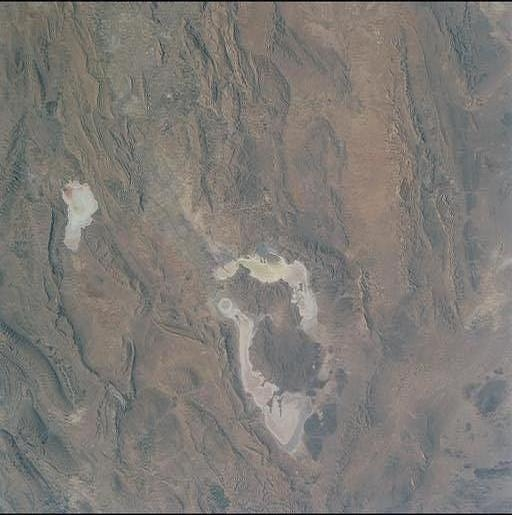
تظهر بحيرة بختجان. وشمالعا مباشرة بحيرة طشق مباشرة، وبحيرة مهارلو إلى الغرب

أعدّ شهريار سيامي (بالإنجليزية: Shahriar Siami) فلمًا وثائقيًّا عن بحيرة بختجان في عام 2007 بعنوان الأراضي الرطبة في إيران (بالإنجليزية: Iran's Wetlands).

## روابط خارجية
- مدخل موسوعة كولومبيا